# K.u.k. Husarenregiment „Graf Üxküll-Gyllenband“ Nr. 16

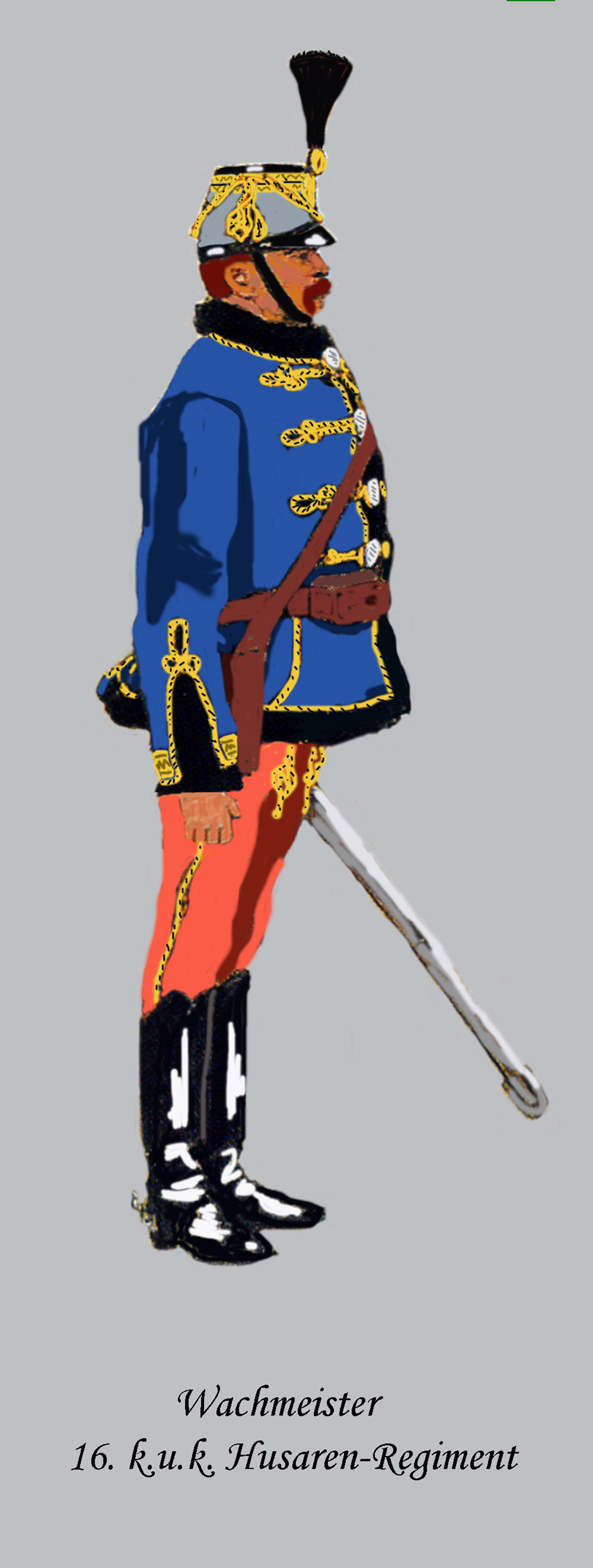
Uniform bis 1916

Das Husarenregiment „Graf Üxküll-Gyllenband“ Nr. 16 war als Österreichisch-Habsburgischer Kavallerieverband aufgestellt worden. Die Einheit existierte danach in der k.k. bzw. Gemeinsamen Armee innerhalb der Österreichisch-Ungarischen Landstreitkräfte bis zur Auflösung 1918.

## Status und Verbandszugehörigkeit 1914
VII. Korps – 2. Kavallerietruppendivision – 3. Kavalleriebrigade
Nationalitäten: 94 % Magyaren – 6 % Sonstige
Uniform:Attila lichtblau, Tschakobezug aschgrau, oliven weiß
Garnison: Stab: Marburg – I. Div: Graz – II. Div: Radkersburg
Kommandant: Oberstleutnant Leopold Anker
zugeteilte Stabsoffiziere:
Oberstleutnant: David Blaschke
Majore: Ernst Zoltán von Csepe, Franz Nedeczky de Nedecz, Ferdinand Freiherr von Wimmersberg
Regimentssprache: ungarisch
Alle Ehrennamen der Regimenter wurden im Jahre 1915 ersatzlos gestrichen. Das Regiment sollte von da an nur noch „Husarenregiment Nr. 16“ heißen. (Dies ließ sich in der Praxis jedoch nicht durchsetzen, einerseits weil sich niemand daran hielt, andererseits weil die sehr sparsame k.u.k. Militärverwaltung angeordnet hatte, zunächst alle noch vorhandenen Formulare und Stempel aufzubrauchen!)

## Errichtung
- Mit Erlass vom 25. April 1798 wurde aus den 4. Divisionen des Dragoner-Regiments Coburg, und des Chevauxlegers-Regiments Latour (später Dragoner 14), den französischen Emigranten-Einheiten Saxe-Husaren Division und Bercsényi-Husaren Division im Feldlager bei Engfurt in Bayern ein Leichtes Dragoner-Regiment Nr. 13 aufgestellt, das anfänglich auch als „2. neu aufgestelltes Dragoner-Regiment“ bezeichnet wurde.
- 1802 Umwandlung zum Chevauxlegers-Regiment Nr. 6. Die Oberst-Division des aufgelösten Dragoner-Regiments Coburg Nr. 6 wurde eingegliedert.
- 1851 in Ulanen-Regiment Nr. 10 umgewandelt.
- 1860 Abgabe der 4. Division an das neu aufgestellte Freiwilligen-Ulanen-Regiment (später Ulanen-Regiment Nr. 13).
- 1873 Umwandlung in ein Husaren-Regiment. Dazu wurde das bisherige Ulanen-Regiment aufgelöst und in Ungarn als Husaren-Regiment Nr. 16 neu errichtet.

### Ergänzungsbezirke
- Böhmen
- 1830 aus Galizien
- 1853–57 Kolomea
- 1857–60 Stanislau
- 1860–73 Bukowina

Als Husaren-Regiment:
- 1873–75 Grosswardein, Debreczen, Munkács
- 1875–83 Szolnok, Grosswardein, Debreczin
- 1883–89 Arad, Grosswardein, Debreczin
- Ab 1889 aus dem Bezirk des VII. Korps (Temesvár)

## Friedensgarnisonen
| I. | II. | III. |
| --- | --- | --- |
| - 1798 Engfurt in Bayern - 1801 Brandeis - 1802 Klattau, dann Laufen - 1803–05 Klattau - 1806 Brandeis - 1810 Klattau, dann Himberg - 1811 Inzersdorf - 1812–13 Kecskemét - 1814 Gyöngyös - 1815 Wien - 1816 Gródek | - 1839 Wien - 1841 Groß-Tapolcsán - 1844 Gyöngyös - 1845 Grosswardein - 1848 Wien - 1849 Pressburg - 1850 St. Georgen, dann Tapolcsán, Přelouč - 1851 Güns - 1852 Neuhäusel - 1854 Bonczhida, dann Nadwórna | - 1855 Elisabethstadt und Mediasch - 1857 Grosswardein - 1859 Czegled, dann Sárospatak - 1861 Nyíregyháza - 1863 Bistritz - 1864–66 Kronstadt - 1866 Maria-Theresiopel - 1872 Nagy-Károly - 1872 Debreczin - 1882 Czernowitz - 1888 Rzeszów - 1893 Budapest - 1914 Stab Marburg, 1., 2., 3. Eskadron: Graz – 4., 5. 6. Eskadron Radkersburg – Ersatzkader: Debreczen |

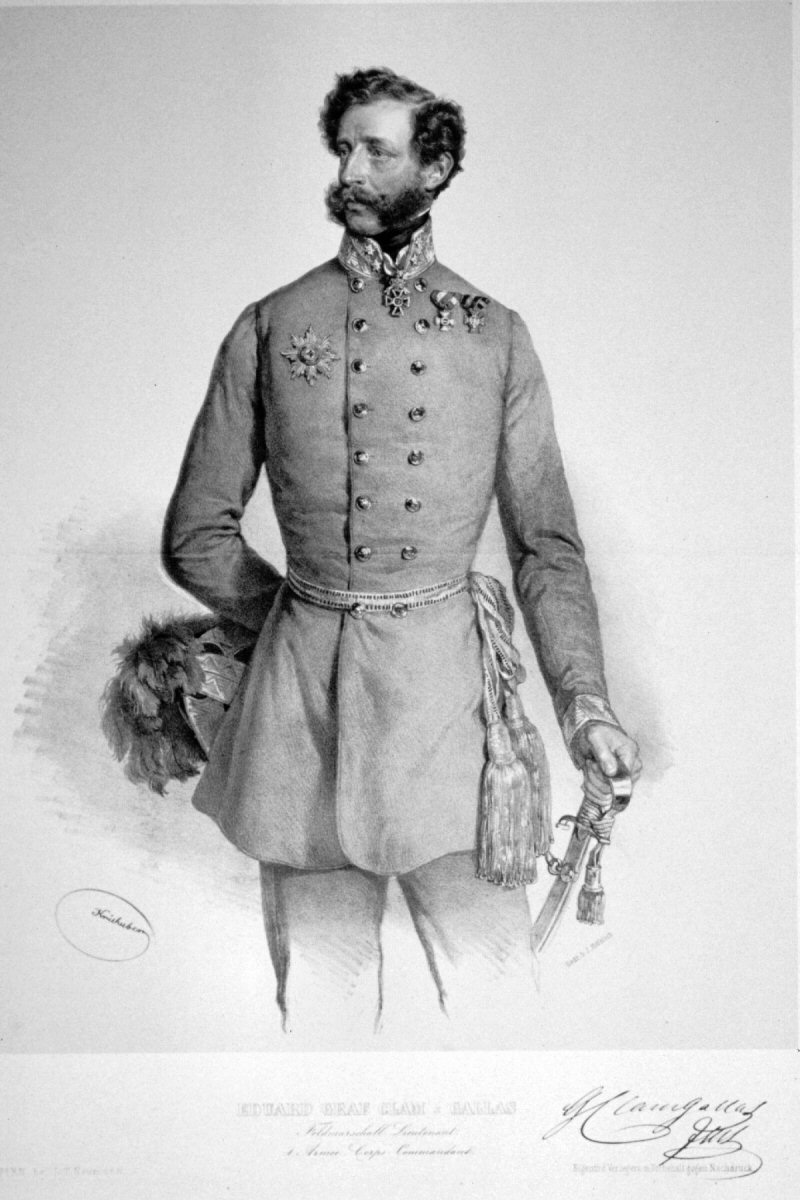
Feldmarschalleutnant Eduard Graf Clam-Gallas

## Regimentsinhaber
- 1798–1801 unbesetzt
- 1801 Generalmajor Franz Fürst Rosenberg-Orsini
- 1832 Feldmarschalleutnant Simon Chevalier Fitzgerald
- 1845 Feldmarschalleutnant Ladislaus Graf von Würben und Freudenthal
- 1850 Feldmarschalleutnant Eduard Graf Clam-Gallas
- 1891 Feldmarschalleutnant Alexander Graf Uexküll-Gyllenband
- 1917 Kaiserin Zita (als einziger weiblicher Regimentschef neben Maria Theresia in der österreichischen Armeegeschichte)[2]

## Feldzüge und Kampfhandlungen
- 1799 Kämpfe am Oberrhein, Teile des Regiments sind an Scharmützeln bei Leimen und Gamshurst beteiligt. Das Regiment kämpft bei Offenburg, Renchen und Neckarau. Bei Löchgau reitet es fünf Attacken. Gefecht bei Wiesloch
- 1800 Kämpfe an der Iller. In der Schlacht bei Hohenlinden deckt das Regiment den Rückzug
- 1805 Schlacht bei Ulm. Gefecht bei Albeck, hier nahm es einen großen Teil einer französischen Infanterie-Brigade gefangen. Gefecht bei Herbrechtingen, am Tag der Kapitulation schlug sich das Regiment zum Korps Erzherzog Ferdinand durch. Kämpfe bei Eschenau und Stecken. Die an der Grenze zu Tirol detachierte Division kehrte in den Regimentsverband zurück.
- 1809 Dem Korps Hiller in Deutschland zugewiesen. Gefechte bei Pfaffenhofen, Landshut und Neumarkt. Bei Ebelsberg Deckung des Übergangs der Infanterie über die Traun. Schlacht bei Aspern. Schlacht bei Wagram, dort retten die Husaren am 6. Juli die bedrohte Artillerie. Der Rückzug nach Mähren war mit einigen Gefechten verbunden.

### Befreiungskriege
- 1813 Kämpfe bei Dresden, Abteilungen des Regiments in Gefechten bei Dippoldiswalde, Naumburg (Saale), Eckartsberga und Hochheim. Wegen des ungünstigen Terrains vor Hüningen musste das Regiment absitzen und kämpfte jedoch erfolgreich mit dem blanken Säbel
- 1814 Abteilungen in Gefechten bei Vandœuvres und Troyes (Champagne-Ardenne), Große Verluste der Nachhut bei Bar-sur-Aube. Schlacht bei Arcis-sur-Aube und Fère-Champenoise, zudem Gefechte vor Paris.

### Herrschaft der Hundert Tage
- 1815 Sicherungs- und Patrouillendienste in Deutschland

### Revolution von 1848/1849 im Kaisertum Österreich
- 1848 Drei Divisionen werden von Ungarn nach Wien verlegt, dabei ein Gefecht bei Tabor in Slowenien. An der Einnahme von Wien beteiligt. Die 1. Majors-Division vorher in Serbien eingesetzt, wegen ihrer loyalen Haltung dann zum Regiment vor Wien beordert. Die Einheit wurde dann zur Aufrechterhaltung von Ruhe und Ordnung in Wien verwendet
- 1849 Streifzug nach Raab, bei Bakonyibél wurde im Gefecht ein Rebellenverband zerstreut. Später fochten 2 Divisionen bei Waitzen und Nagy-Sarló, eine Division bei Káty. Im Sommerfeldzug im III. Korps in Streifenkommandos bis an die Theiß vorgerückt

### Deutscher Krieg
- 1866 Vier Eskadronen fochten in der Nordarmee, bei Skalitz und in der Schlacht bei Königgrätz. Eine Eskadron stand bei der Besatzung in Olmütz

### Erster Weltkrieg
Im Ersten Weltkrieg sahen sich die Husaren den unterschiedlichsten Verwendungen ausgesetzt. Sie kämpften zunächst im Regimentsverband kavalleristisch, wurden aber auch auf allen Kriegsschauplätzen infanteristisch verwendet.

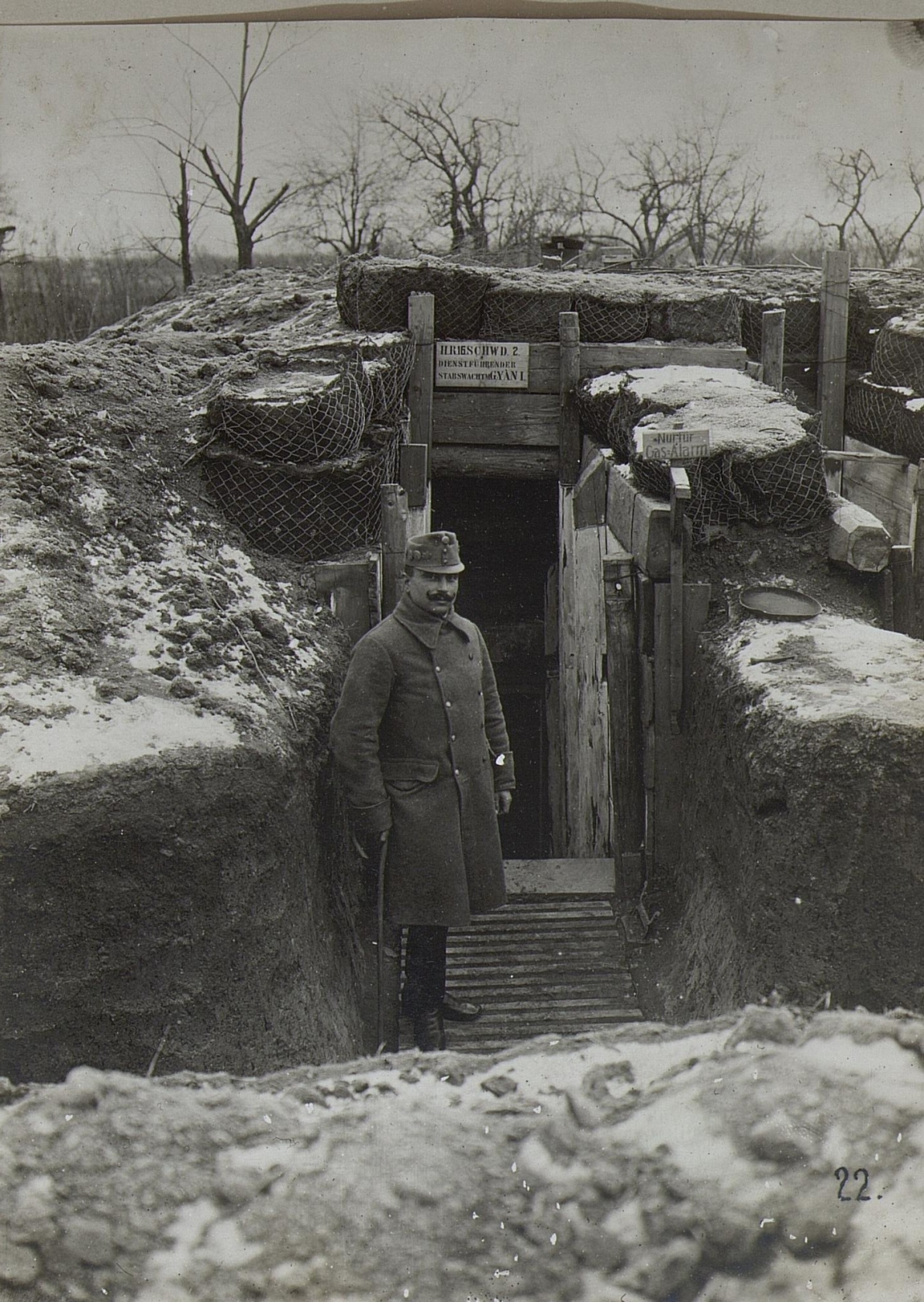
Unterstand der 16er Husaren an der Ostfront

Nach der Proklamation Ungarns als eigenständiger Staat im Oktober 1918 wurden die ungarischstämmigen Soldaten von der Interimsregierung aufgerufen, die Kampfhandlungen einzustellen und nach Hause zurückzukehren. In der Regel wurde dieser Aufforderung Folge geleistet. Somit war der Verband seinem bisherigen Oberkommando, dem k.u.k. Kriegsministerium entzogen und konnte von diesem nicht demobilisiert und allenfalls theoretisch aufgelöst werden. Ob, wann und wo eine solche Auflösung stattgefunden hat, ist gegenwärtig nicht bekannt.

## Gliederung
Ein Regiment bestand in der Österreichisch-Ungarischen Kavallerie in der Regel ursprünglich aus drei bis vier (in der Ausnahme auch mehr) Divisionen. (Mit Division wurde hier ein Verband in Bataillonsstärke bezeichnet. Die richtige Division wurde Infanterie- oder Kavallerietruppendivision genannt.) Jede Division hatte drei Eskadronen, deren jede wiederum aus zwei Kompanien bestand. Die Anzahl der Reiter in den einzelnen Teileinheiten schwankte, lag jedoch normalerweise bei etwa 80 Reitern je Kompanie.
Die einzelnen Divisionen wurden nach ihren formalen Führern benannt:
- die 1. Division war die Oberst-Division
- die 2. Division war die Oberstlieutenant (Oberstleutnant)-Division
- die 3. Division war die Majors-Division
- die 4. Division war die 2. Majors-Division

Im Zuge der Heeresreform wurden die, zu diesem Zeitpunkt aus drei Divisionen bestehenden Kavallerie-Regimenter ab 1860 auf zwei Divisionen reduziert.
Bis zum Jahre 1798 wurden die Regimenter nach ihren jeweiligen Inhabern (die nicht auch die Kommandanten sein mussten) genannt. Eine verbindliche Regelung der Schreibweise existierte nicht. (z. B. Regiment Graf Serbelloni – oder Regiment Serbelloni.) Mit jedem Inhaberwechsel änderte das betroffene Regiment seinen Namen. Nach 1798 galt vorrangig die nummerierte Bezeichnung, die unter Umständen mit dem Namen des Inhabers verbunden werden konnte. Bedingt durch diese ständige Umbenennung sind die Regimentsgeschichten der österreichisch-ungarischen Kavallerie nur sehr schwer zu verfolgen. Hinzu kommt die ständige und dem Anschein nach willkürliche, zu Teil mehrfache Umklassifizierung der Verbände. (Zum Beispiel: K.u.k. Dragonerregiment „Fürst zu Windisch-Graetz“ Nr. 14)